# Фольке Фільбютер
Фольке Фільбютер (швед. Folke Filbyter) — популяризоване ім'я язичницького прабатька династії Б'єльбу. Оскільки Фольке, згідно з легендами, був прапрадідом Бірґера Броси, він мав жити в XI столітті. У нього були сини Інґевальд, Інґемунд та Гальстен.
Його прізвисько Фільбютер (швед. Filbyter) походить із давньої шведської словоформи fölbitare, що буквально означає «кусає лоша», і, як вважають, відноситься до людини, яка каструє своїми зубами коней.
Він не згадується у жодному історичному джерелі того часу, який може довести його існування. Його ім'я вперше було виявлено у джерелі 1616 року, у листі Йоганнеса Мессеніуса. Тим не менш, Мессеніус отримав дані з джерел 1400-х років, які були копіями ранніх матеріалів. Згідно з цим джерелом, Біргер Ярл, так само як і група його політичних опонентів, званих у народі фолькунгами, походять від людини на ім'я Фольке.

## В літературі
Фольке Фільбютер займає центральне місце у романі Вернера фон Гейденстама «Фольке Фільбютер» (1905), першої частини незакінченої трилогії «Дерево Фолькунґів». У романі Фольке Фільбютер, центральна постать, постає як трагічно зневажений батько. Фольке повернувся додому до Швеції з багатьох сумнівних підприємств під час своїх експедицій вікінгів, і вирішив заснувати садибу Фолькетуна. Там у нього з'являється троє дітей від низькорослої жінки, і хоча вони багаті, вони живуть у саме тих брудних злиднях, що й їхні трели. Двоє із синів вирушають по пригоди на Русь, а третій син викрадає дівчину, яка народила йому сина, перш ніж померти під час пологів. Фольке — атеїст, який не соромиться знищувати ідолів як старої, так і нової віри. Коли його молодший син Інґевальд, помираючи, звертається в християнство, він віддає свою маленьку дитину мандруючому проповіднику Якобу. Фольке не може змиритися з тим, що його онук та спадкоємець зник, і тому він вирушає на пошуки свого онука. Зрештою, Фольке знаходить свого онука та двох синів, які поїхали за кордон. Возз'єднання трагічно, а знехтуваний, принижений і зневажений Фольке вигукує: «любов ваших сердець, мої діти, ви не можете дати мені, і це все, що я коли-небудь просив».
Фольке Фільбютер також з'являється у романі шведського письменника Франца Бенгтссона «Рудий Орм», опублікованому у 1940-х роках.

## Пам'ять

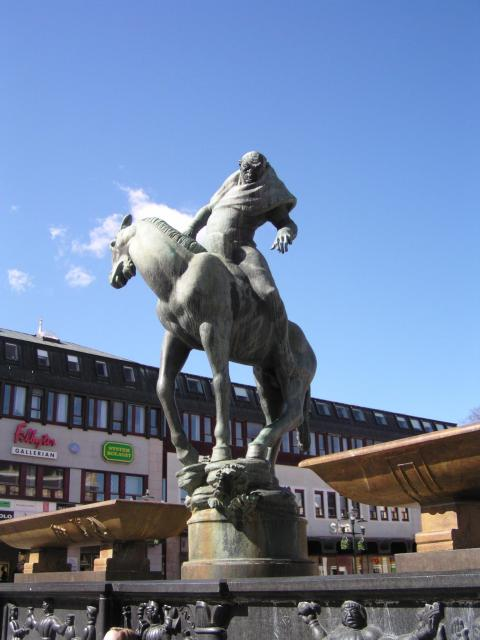
Фольке Фільбютер, що шукає свого онука, статуя Карла Міллеса у Лінчепінгу.

Статуя Карла Міллеса, що стоїть на Старій площі у Лінчепінгу, показує Фольке Фільбютера, який шукає свого онука.
Його ім'ям названо поїзд регіональної залізниці у Швеції, яка проходить між Лінчепінгом та Кальмаром та спортивний клуб спідвею Filbyterna Speedway у Лінчепінґу. Він є емблемою одного з найбільших автоперегонів Північної Європи Stångebroslaget у Лінчепінгу. У передмісті Гетеборга є вулиця на ім'я Фольке Фільбютера.
Студентська спільнота Östgöta nation в Лунді щорічно святкує бал Fest Filbyterium Lundense на честь Фольке Фільбютера.